# Bhuvanahalli, Sira
Bhuvanahalli là một làng thuộc tehsil Sira, huyện Tumkur, bang Karnataka, Ấn Độ.